# Muhammad asz-Szajch al-Mahdi
Muhammad asz-Szajch al-Mahdi (arab. أبو عبد الله الشيخ محمد بن يحي = Abu Abd Allah asz-Szajch Muhammad ibn Jahja, zm. 1505) – pierwszy sułtan Maroka z dynastii Wattasydów, syn wezyra Jahji ibn Abu Zakariji Jahji. Panował w latach 1472–1505.
Muhammad asz-Szajch al-Mahdi pochodził z berberskiego klanu Wattasydów, którzy od połowy XIV wieku urośli w siłę jako wezyrowie na dworze marynidzkich sułtanów i mieli realny wpływ na politykę państwa. Sułtan Abdulhak II próbował jednak złamać ich potęgę i w 1459 roku dokonał rzezi na członkach rodu Wattasydów. Muhammadowi asz-Szajchowi wraz z bratem udało się jednak uciec i schronić się w Asili na północy kraju. Tam zebrał wojska do walki przeciw Abdulhakowi, sułtan zginął jednak w 1465 roku w czasie tłumienia powstania w Fezie. 
Nastał okres bezkrólewia i rządów imamów i bractw islamskich. W 1472 roku Muhammad asz-Szajch al-Mahdi zdołał podporządkować sobie imamat i ogłosić się sułtanem. Z zamieszania w Maroku skorzystali jednak Portugalczycy i zajęli część marokańskich portów nad Atlantykiem. Wobec przewagi ich wojsk, Muhammad asz-Szajch al-Mahdi musiał podpisać zawieszenie broni i uznać ich podboje (m.in. przejęcie Tangeru).  
Mimo zawieszenia broni Portugalia zajęła pozostałe atlantyckie porty w Maroku i zyskała znaczną kontrolę nad marokańskim handlem morskim. Po 1497 roku również Hiszpania zajęła porty nad Morzem Śródziemnym. Wszystkim tym podbojom nie towarzyszył większy opór ze strony Maroka.
Niemoc wattasydzkiego sułtana wobec ataków europejskich mocarstw spowodowała sprzeciw ludności wobec jego władzy i w konsekwencji znaczne osłabienie autorytetu dworu wśród plemion w kraju. Chociaż Muhammad formalnie uznawany był za władcę całego kraju, realnie sprawował władzę tylko w dużych miastach na północy.
Po śmierci Muhammada asz-Szajcha na sułtański tron Maroka wstąpił jego syn Muhammad al-Burtukali.